# Amelie Solja
Amelie Solja (* 29. September 1990 in Kandel) ist eine deutsche Tischtennisspielerin, welche seit 2011 mit einem österreichischen Pass antritt. Sie wurde 2007 Deutsche Meisterin im Damen-Doppel.

## Karriere

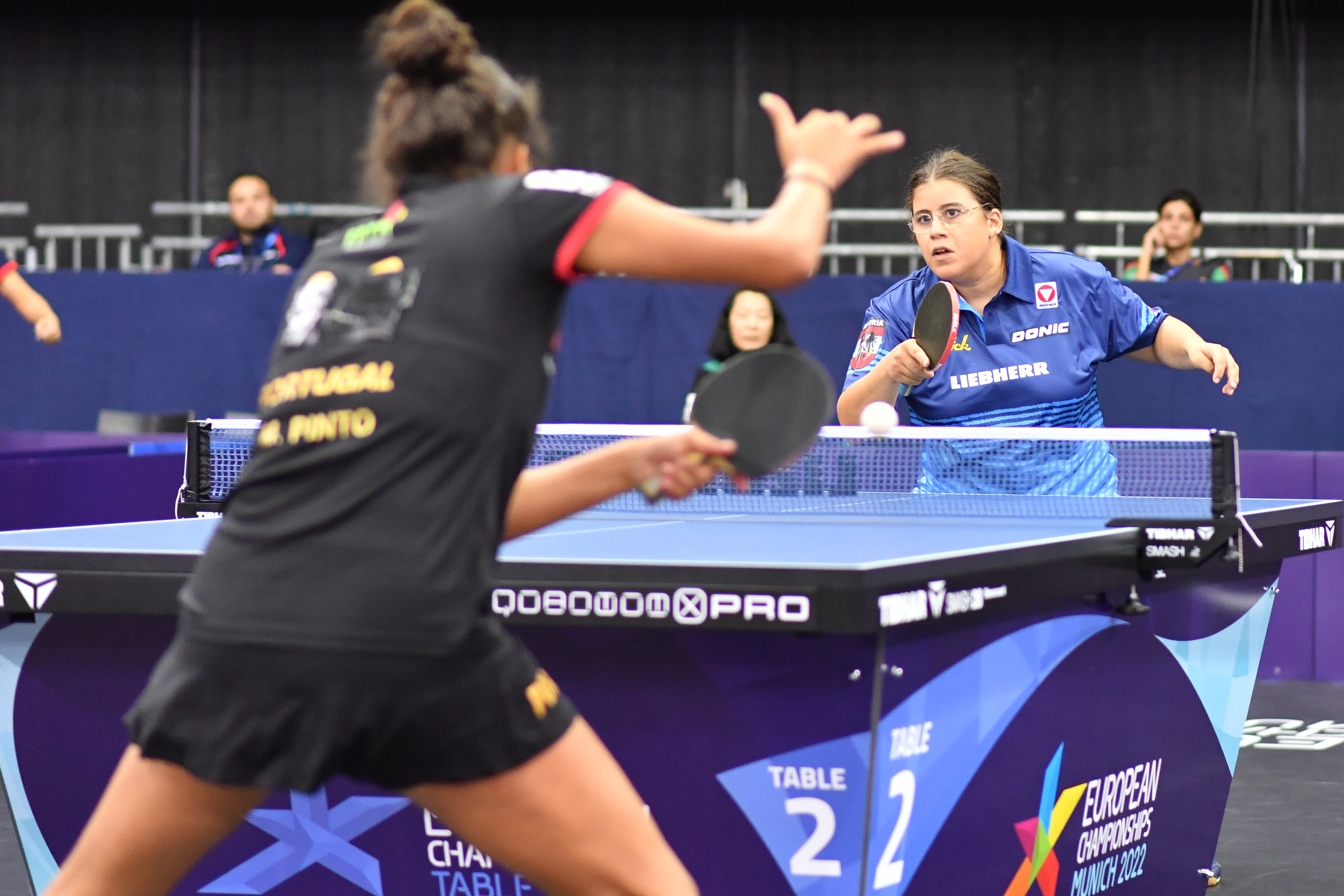
Solja, 2022 bei den Europameisterschaften München

Amelie Solja begann beim TTC Büchelberg mit dem Tischtennissport. Über den BTTF Zweibrücken kam sie zum TTSV Fraulautern in Saarlouis, für den sie bis zur Saison 2008/09 in der Tischtennis-Bundesliga spielt. Ab der Saison 2009/10 tritt sie beim gleichen Verein in der Regionalliga an. Ihr Länderspieldebüt gab sie bei der EM-Qualifikation gegen Griechenland im November 2006, bei dem sie gegen Maria Mirou mit 3:0 gewann. Bereits mit 16 Jahren errang sie 2007 ihren ersten Deutschen Meistertitel bei den Damen (im Doppel mit Tanja Hain-Hofmann). Im selben Jahr wurde sie WM-Dritte in Mädchen-Einzel. Aufgrund dieser Erfolge wurde sie 2007 auch zum ersten Mal in der Damen-Nationalmannschaft eingesetzt. Insgesamt bestritt sie bis 2008 sieben Länderspiele.
2010 wechselte Amelie Solja, deren Großmutter aus Österreich stammt, zum TTC Villach in die österreichische Bundesliga, weil sie in der deutschen Nationalmannschaft keine Perspektive mehr sah. Im April 2011 erhielt sie die österreichische Staatsbürgerschaft. Damit konnte sie für Österreich international antreten, jedoch bei Weltmeisterschaften erst ab April 2018 (gemäß ITTF Handbook 2010/2011 Abschnitt 4.01.03.03.03). Wenige Monate später gewann sie in Wels das österreichische Ranglistenturnier TOP-12.
Da Amelie Solja bei den Olympischen Spielen 2012 für Österreich gestartet war, durfte sie gemäß einer Ausnahmeregelung an den Individualwettbewerben der Europameisterschaft 2012 teilnehmen.
Solja ist aktive Sportlerin des Heeressportzentrums des Österreichischen Bundesheers, in welchem sie den Dienstgrad eines Zugführers innehat.

## Erfolge
- Österreichische Meisterin im Damen-Doppel: 2013 (mit Sofia Polcanova)[8]
- Deutsche Meisterin im Damen-Doppel: 2007 (mit Tanja Hain-Hofmann)
- Siegerin Europe Jugend TOP 10 2008 im Mädchen-Einzel
- Deutsche Vizemeisterin im Damen-Doppel: 2008 (mit Tanja Hain-Hofmann)
- Vizemeisterin Südwestdeutschland im Damen-Einzel: 2004
- Pfälzer Meisterin im Damen-Einzel: 2004
- Zweite beim Europe Jugend TOP 10 2007 im Mädchen-Einzel
- Dritte der Weltmeisterschaften im Mädchen-Einzel: 2008
- Dritte der Weltmeisterschaften im Mädchen-Doppel: 2006, 2007 (mit Rosalia Stähr)
- Dritte der Weltmeisterschaften im Jugend-Mixed: 2006 (mit Dimitrij Ovtcharov), 2007 (mit Ruwen Filus)
- Europameisterin im Mädchen-Doppel: 2006 (mit Rosalia Stähr)
- Vizeeuropameisterin im Mädchen-Einzel: 2007
- Dritte der Europameisterschaften im Mädchen-Doppel: 2007 (mit Rosalia Stähr)
- Dritte der Europameisterschaften im Jugend-Mixed: 2006 (mit Michal Balaz), 2007 (mit Vincent Baubet)
- Zweite des Europe-Junior-Top-12: 2007
- Zweite beim U-21-Wettbewerb der French Open: 2007
- Deutsche Meisterin im Mädchen-Einzel: 2004, 2005
- Deutsche Vizemeisterin im Mädchen-Einzel: 2006, 2007
- Deutsche Meisterin im Mädchen-Doppel: 2007 (mit Petrissa Solja)
- Deutsche Vizemeisterin im Jugend-Mixed: 2005
- Siegerin DTTB-TOP12 Jugend 2006
- Europameisterin im Schülerinnen-Doppel: 2005 (mit Rosalia Stähr)
- Vizeeuropameisterin mit der Schülerinnen-Mannschaft: 2005
- Dritte der Europameisterschaften im Schülerinnen-Einzel: 2004, 2005
- Dritte der Europameisterschaften im Schüler-Mixed: 2005 (mit Darius Knight)
- Dritte der Europameisterschaften mit der Schülerinnen-Mannschaft: 2004
- Deutsche Meisterin im Schülerinnen-Einzel: 2003, 2005
- Deutsche Meisterin im Schülerinnen-Doppel: 2004, 2005 (mit Rosalia Stähr)

## Familie
Mutter Dagmar Solja-Andruszko (* 1955) spielte in den 1980er Jahren mit dem ATSV Saarbrücken in der Bundesliga, Vater Pavel Solja hat mehrmals die Pfalzmeisterschaft gewonnen und Schwester Petrissa (* 1994) spielte bei Zweibrücken, TTSV Fraulautern, ttc berlin eastside sowie TSV Langstadt 1909 und wurde Europameisterin. Die andere Schwester Susanne (* 1986) erzielte auch Erfolge im Schülerinnenbereich und spielte ab 2004 in der 2. Bundesliga.

## Turnierergebnisse
| Verband | Veranstaltung                         | Jahr | Ort            | Land | Einzel        | Doppel        | Mixed      | Team |
| ------- | ------------------------------------- | ---- | -------------- | ---- | ------------- | ------------- | ---------- | ---- |
| AUT     | Europameisterschaft                   | 2012 | Herning        | DEN  | letzte 64     | letzte 16     |            |      |
| GER     | Europameisterschaft                   | 2008 | St. Petersburg | RUS  |               | Viertelfinale |            |      |
| GER     | Jugend-Europameisterschaft (Kadetten) | 2005 | Ostrava        | CZE  |               | Gold          |            |      |
| GER     | Jugend-Europameisterschaft (Junioren) | 2008 | Terni          | ITA  | Silber        | Silber        |            |      |
| GER     | Jugend-Europameisterschaft (Junioren) | 2007 | Bratislava     | SVK  | Silber        |               |            |      |
| GER     | Jugend-Europameisterschaft (Junioren) | 2006 | Sarajevo       | BIH  |               | Gold          |            |      |
| AUT     | Olympische Spiele                     | 2012 | London         | ENG  | keine Teiln.  |               |            | 9    |
| AUT     | Pro Tour                              | 2013 | Dubai          | UAE  |               | Viertelfinale |            |      |
| AUT     | Pro Tour                              | 2013 | Stockholm      | SWE  | letzte 16     | Viertelfinale |            |      |
| AUT     | Pro Tour                              | 2013 | Berlin         | GER  | letzte 64     | Viertelfinale |            |      |
| AUT     | Pro Tour                              | 2013 | Spala          | POL  | letzte 32     | Viertelfinale |            |      |
| AUT     | Pro Tour                              | 2013 | Olomouc        | CZE  | letzte 16     | letzte 16     |            |      |
| AUT     | Pro Tour                              | 2013 | Changchun      | CHN  | letzte 16     |               |            |      |
| AUT     | Pro Tour                              | 2013 | Incheon City   | KOR  | letzte 32     |               |            |      |
| AUT     | Pro Tour                              | 2013 | Doha           | QAT  | Viertelfinale | Viertelfinale |            |      |
| AUT     | Pro Tour                              | 2013 | Wels           | AUT  | letzte 32     | letzte 16     |            |      |
| AUT     | Pro Tour                              | 2012 | Poznań         | POL  | letzte 16     | Viertelfinale |            |      |
| AUT     | Pro Tour                              | 2012 | Bremen         | GER  | letzte 64     |               |            |      |
| AUT     | Pro Tour                              | 2012 | Shanghai       | CHN  | letzte 64     |               |            |      |
| AUT     | Pro Tour                              | 2012 | Velenje        | SLO  | letzte 64     | letzte 16     |            |      |
| AUT     | Pro Tour                              | 2012 | Budapest       | HUN  | letzte 32     |               |            |      |
| AUT     | Pro Tour                              | 2011 | Schwechat      | AUT  | letzte 64     |               |            |      |
| GER     | Pro Tour                              | 2011 | Wladyslawowo   | POL  | letzte 32     |               |            |      |
| GER     | Pro Tour                              | 2011 | Dortmund       | GER  | letzte 64     |               |            |      |
| GER     | Pro Tour                              | 2011 | Velenje        | SLO  | letzte 64     |               |            |      |
| GER     | Pro Tour                              | 2010 | Rabat          | MAR  | Viertelfinale | Halbfinale    |            |      |
| GER     | Pro Tour                              | 2010 | New Delhi      | IND  | letzte 16     | Viertelfinale |            |      |
| GER     | Pro Tour                              | 2010 | Velenje        | SVN  | letzte 32     |               |            |      |
| GER     | Pro Tour                              | 2009 | Warschau       | POL  | letzte 64     |               |            |      |
| GER     | Pro Tour                              | 2009 | Sheffield      | ENG  | letzte 64     |               |            |      |
| GER     | Pro Tour                              | 2009 | Bremen         | GER  | letzte 64     |               |            |      |
| GER     | Pro Tour                              | 2008 | Warschau       | POL  | letzte 64     |               |            |      |
| GER     | Pro Tour                              | 2007 | Toulouse       | FRA  | letzte 32     |               |            |      |
| GER     | Pro Tour                              | 2006 | Warschau       | POL  |               | letzte 16     |            |      |
| GER     | Pro Tour                              | 2006 | Belgrad        | SRB  | letzte 64     | Halbfinale    |            |      |
| GER     | Pro Tour                              | 2004 | Leipzig        | GER  | letzte 64     |               |            |      |
| GER     | Weltmeisterschaft                     | 2008 | Guangzhou      | CHN  |               |               |            | 9    |
| GER     | Jugend-Weltmeisterschaft              | 2008 | Madrid         | ESP  | Silber        | Viertelfinale |            |      |
| GER     | Jugend-Weltmeisterschaft              | 2007 | Palo Alto      | USA  | Halbfinale    | Viertelfinale |            |      |
| GER     | Jugend-Weltmeisterschaft              | 2006 | Kairo          | EGY  | letzte 16     | Halbfinale    | Halbfinale |      |
| GER     | Jugend-Weltmeisterschaft              | 2005 | Linz           | AUT  |               |               | Halbfinale |      |
| GER     | World Junior Circuit                  | 2008 | Tunis          | TUN  | Halbfinale    |               |            |      |
| GER     | World Junior Circuit                  | 2007 | Cetniewo       | POL  | Halbfinale    |               |            |      |
| GER     | World Junior Circuit                  | 2007 | Platja d Aro   | ESP  | Silber        |               |            |      |
| GER     | World Junior Circuit                  | 2006 | Örebro         | SWE  | Viertelfinale |               |            |      |